# سگا مگا درایو
سگا مگا درایو (به انگلیسی: Sega Mega Drive) و (به ژاپنی: メガドライブ Mega Doraibu) نام یک کنسول بازی ویدئویی نسل چهارم است که توسط شرکت سگا ساخته شد. سگا مگا درایو برای نخستین بار در ۲۹ اکتبر سال ۱۹۸۸ در ژاپن منتشر شد. ویرایش دیگری از این کنسول با نام سگا جنسیس (به انگلیسی: Sega Genesis) در ۱۴ اوت ۱۹۸۹ (در منطقه آمریکای شمالی) منتشر شد. این کنسول در ۳۰ نوامبر ۱۹۹۰ در مناطق پال نیز پخش شد.

سگا مگا درایو یک کنسول از نسل چهارم کنسول‌های بازی رایانه‌ای است که در میان هم نسل‌های خود، نخستین محصولی بود که تلاش کرد تا سهم عمده‌ای از بازار فروش مناطق اروپا و آمریکای شمالی را در اختیار گیرد. در ابتدا هدف آن بود که کنسول مگا درایو یک رقیب جدی برای نینتندوان‌ای‌اس باشد اما پس از دوسال، نینتندو کنسول سوپر نینتندو را روانه بازارها کرد. این سرآغازی برای رقابت میان این دو کنسول ۱۶-بیتی بود که از سال ۱۹۸۸ آغاز و با انتشار آخرین بازی برای این نسل در برزیل به پایان رسید.

مگادرایو گرچه کنسول بسیار موفقی در زمینه فروش بود، اما هرگز برآوردهای اولیه را نتوانست پوشش دهد. به هر حال، بازی‌های منتشر شده برای این کنسول، همچنان برای بازیبازان، کاربران و علاقه‌مندان به این صنعت، محبوب و به یاد ماندنی است.
وبگاه آی‌جی‌ان نام این کنسول را از میان ۲۵ کنسول مورد اشاره خود در رده پنجم بهترین کنسول‌های بازی در تمام دوران‌ها قرار داد.

## مشخصات فنی
| پردازنده:                      | موتورولا ۶۸۰۰۰ پردازنده ۱۶ و ۳۲ بیتی ۷٫۶۷مگاهرتزی |
| کمک پردازنده (کنترل‌کنندهٔ صدا): | زد۸۰ ۸بیت ۳٫۵۸ مگاهرتزی |
| پردازندهٔ نمایشگر ویدئویی:      | یاماها YM7101 |
| حافظه:                         | رم ۶۴کیلو برای کارها (۶۸۰۰۰)، رم ۶۴کلویی ویدئویی، رم ۸کیلو ز۸۰                                                                                       |
| رنگ آمیزی:                     | ۵۱۲ رنگ (3:3:3 RGB) |
| رنگ‌های بر روی صفحه:            | ۶۴ (عادی) یا ۱۸۳ (حالت با سایه/نور زیاد) |
| Maximum onscreen sprites:      | 80 (320-pixel wide display) or 64 (256-pixel wide display)                                                                                           |

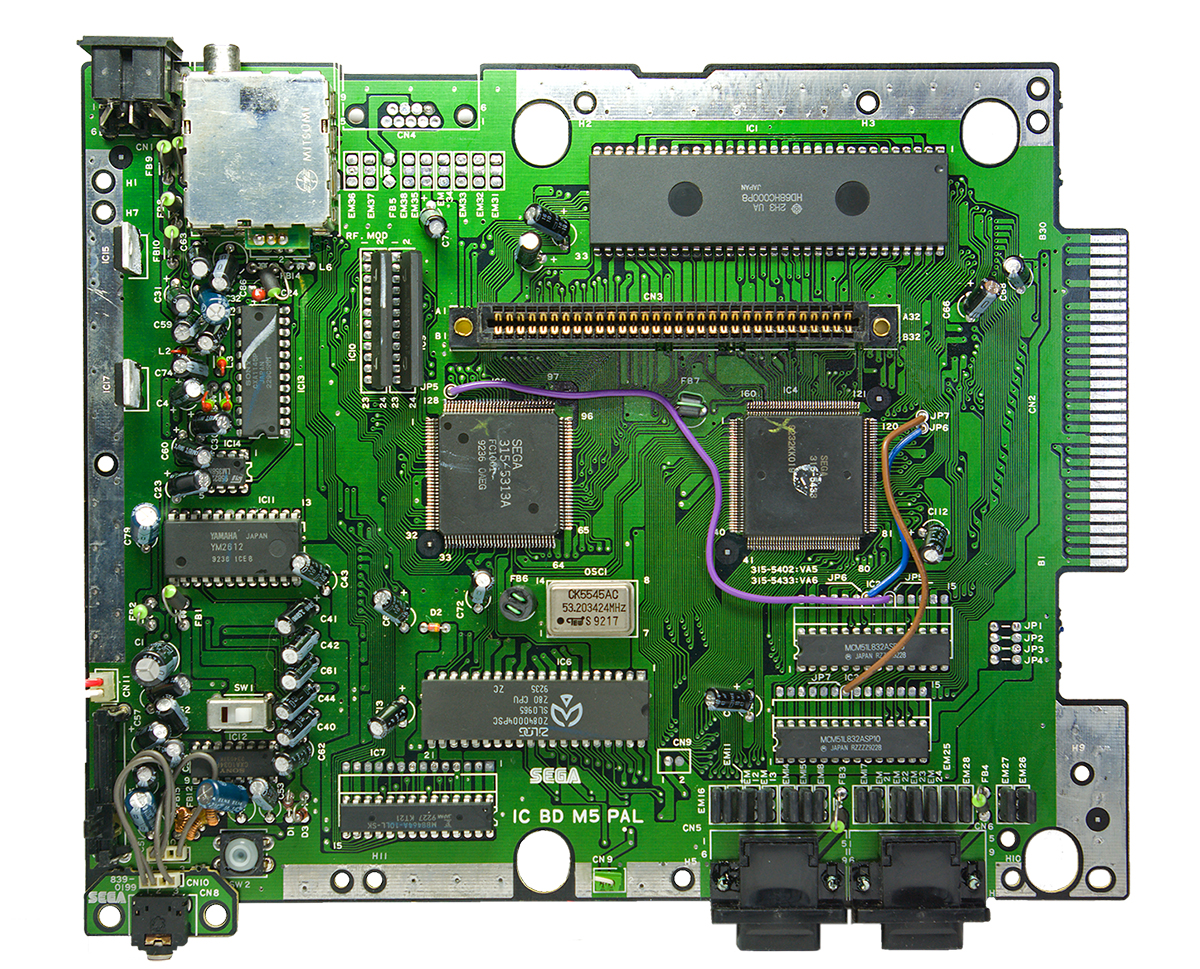
برد اصلی مگادرایو (پال)

| وضوح پرونده:                   | ۲۵۶×۲۲۴، ۲۵۶×۴۴۸، ۳۲۰×۲۲۴، ۳۲۰×۴۴۸، (پال و ان‌تی‌اس‌سی) ۲۵۶×۲۴۰، ۳۲۰×۲۴۰، ۲۵۶×۴۸۰، ۳۲۰×۴۸۰ (فقط پال) ۲۵۶×۱۹۲ (فقط بازی‌های سگامسترسیستم)                 |
| صدا:                           | یاماها YM2612 با ۵ کانال اف‌ام و یک کانال FM/مدولاسیون کد پالس، تگزاس SN76489 4 کانال PSG (Programmable Sound Generator یا تولید صدای برنامه‌ریزی شده) |